# Novoalexandrovsk (cheval)
Vous lisez un « bon article » labellisé en 2022.
Pour les articles homonymes, voir Novoalexandrovsk.
Le Novoalexandrovsk (ukrainien : новоолександрівська ваговозна ; Novooleksandrivska vahovozna) est une race de chevaux de trait d'origine ukrainienne. Comme son voisin le Trait russe, il provient de croisements opérés depuis la fin du XIXe siècle entre la souche locale et des étalons de trait importés d'Europe occidentale, en particulier des Ardennais de Belgique et de France. La race porte le nom du village d'Ukraine dans lequel elle a été sélectionnée.
Son modèle est celui d'un cheval carrossier destiné à la traction lourde, puissant bien que de taille réduite, de robe généralement alezan avec des crins lavés. Le Novoalexandrovsk est officiellement reconnu en 1970 par le régime de l'URSS, puis en 1998 par le gouvernement ukrainien. Il est élevé essentiellement pour de la traction lourde et pour le lait de jument. Les effectifs du Novoalexandrovsk baissent fortement au début du XXIe siècle pour de nombreuses raisons, et en particularité l'impossibilité d'exporter des animaux.

## Dénomination
Le nom ukrainien de cette race de chevaux est новоолександрівська ваговозна en caractères cyrilliques, soit Novooleksandrivskii vagovoz(na) en caractères latins,. Il provient du village de Novooleksandrivka, situé dans l'oblast de Louhansk, au sud-est de l'Ukraine, où le processus de sélection final de la race a eu lieu.
En anglais, son nom est traduit par Novoolexandrian Draught ou New Alexandrian. En français, le guide Delachaux le traduit par « Novoalexandrovsk ».

## Histoire

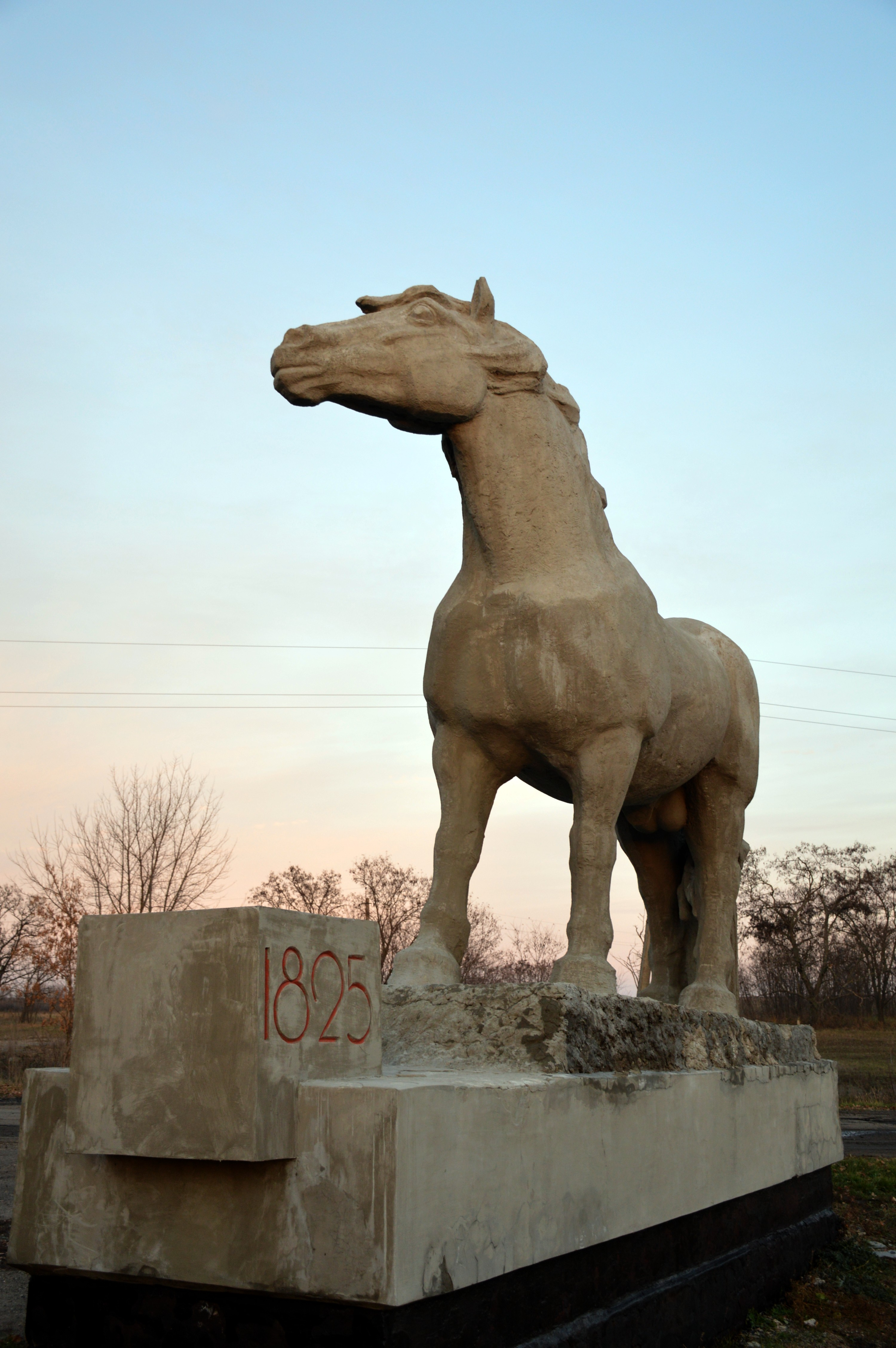
Statue d'un étalon de trait dans le village de Novooleksandrivka, datée de 1825.

D'après les zootechniciens soviétiques Nikolaï Grigorevitch Dmitriev et Lev Konstantinovitch Ernst, le Novoalexandrovsk partage initialement la même origine que le trait russe, dont il constitue la branche élevée en Ukraine. Ainsi, entre autres sources, les ouvrages de Caroline Silver (1984, traduit de l'anglais britannique), Maurizio Bongianni (1987, traduit de l'italien), de Bonnie Lou Hendricks (1994 et 2007, Université de l'Oklahoma), de Jasper Nissen (2003, publiés en allemand), de Martin Haller (2003, traduits de l'allemand) et d'Elwyn Hartley Edwards (2016, en anglais britannique) consacrent une seule entrée au Trait russe, présenté comme une race de petits chevaux de trait originaire d'Europe, en URSS et en Ukraine.
Ses prémices de sélection remontent à 1868, quand des chevaux de trait de diverses races d'Europe occidentale, surtout belges, sont importés dans la région de Poltava,. Les juments ukrainiennes locales sont croisées avec des étalons ardennais belges, et dans une moindre mesure avec le Brabançon et le Percheron,. Plusieurs chevaux émergent de ces croisements. Les plus petits, mais aussi les plus uniformes dans leur modèle, et donc les plus recherchés, sont ceux du haras de Dibrov (en ukrainien), ou Dubrovsk (en russe), Dubrovsky ou Dibrovsky.

### Durant la période soviétique
Le haras de Novoalexandrovsk élevait des chevaux avant la révolution russe de 1917. En 1923, il se spécialise dans l'élevage de l'Ardennais russe (ancêtre du Trait russe et du Novoalexandrovsk). Le Novoalexandrovsk est donc la variante du Trait russe élevée dans ce haras. Le haras national de Novoalexandrovsk réunit 50 étalons et 170 juments de trait en 1926,. En 1929, 27 juments et 3 étalons de trait de Dibrov sont transférés vers le haras de Novoalexandrovsk. En 1929, 15 juments et 2 étalons sont importés depuis le haras de Marioupol. Ces chevaux sont beaucoup plus grands de modèle. Un travail de sélection se poursuit par croisements consanguins successifs,,. Ce travail porte sur la sélection de chevaux de plus grande taille, plus efficaces au travail. Les étalons Караула et Ларчика sont deux importants fondateurs.
Maria Semenivna Kemarska (Кемарська Марія Семенівна) joue un grand rôle dans la sélection de la race à partir des années 1960. Ce cheval est surtout élevé pour le travail agricole.
D'après les sources ukrainiennes, la race a été reconnue pour la première fois le 21 décembre 1970 (décret № 437 MSG URSS),. Sous le régime soviétique, plus de 20 Novoalexandrovsk ont reçu le titre de champions et décroché des records pour la race. Parmi eux se trouvent Кокетливий (Koketliviy) et son fils Бук (Buk), sa fille Лужайка (Luzhayka), et Тантал (Tantalus). Геральдика est le détenteur du record de livraison de marchandises au trot, en ayant parcouru une distance de 200 m avec une force de traction de 50 kg en 5 minutes et 20,4 secondes.

### Depuis l'indépendance de l'Ukraine

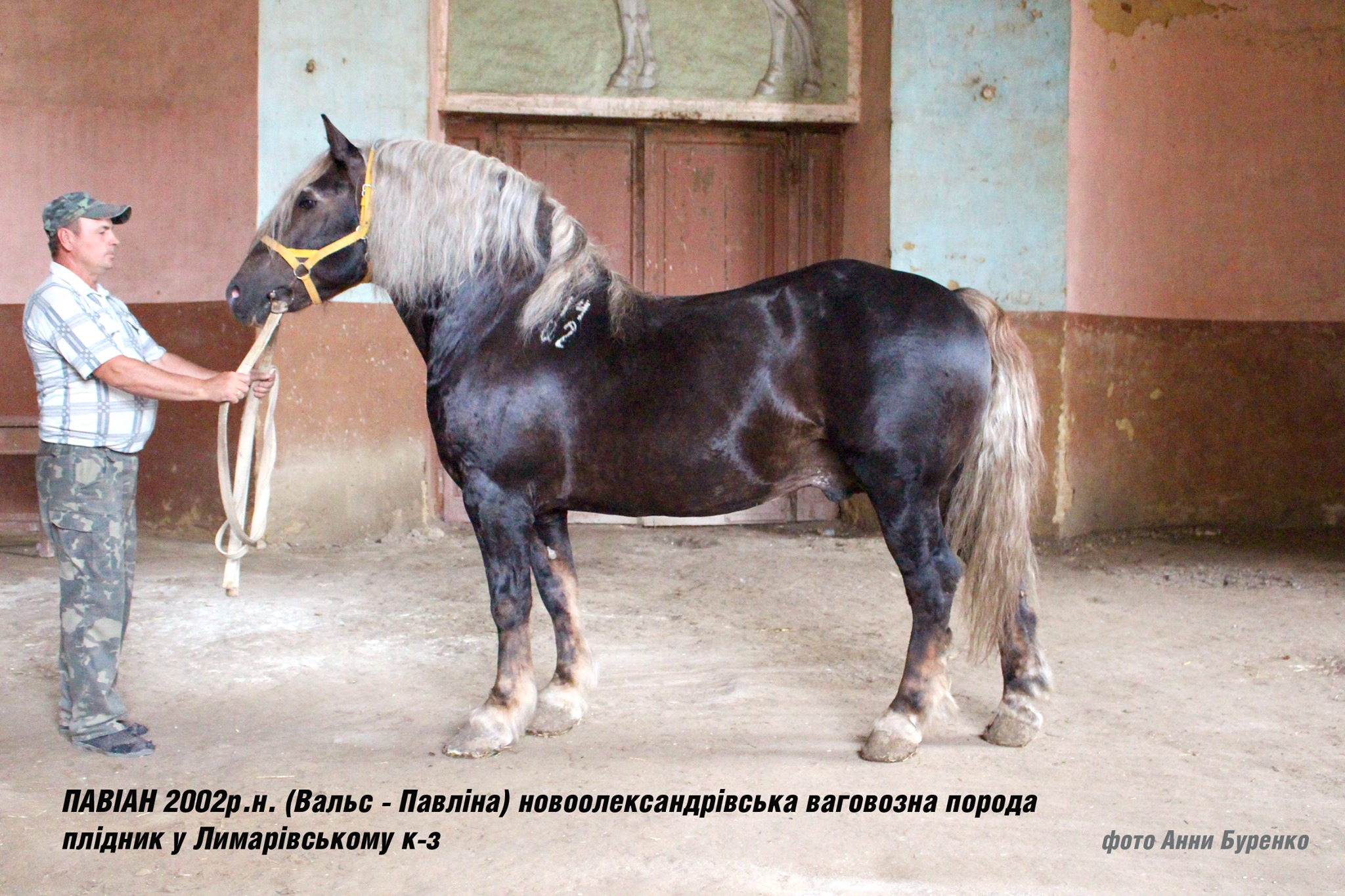
55 Павіан (Вальс - Павліна), étalon Novoalexandrovsk de robe alezan brûlé à crins lavés, né en 2002 dans le haras de Lymarivsky en Ukraine.

La race est considérée comme fixée en 1998, année de sa reconnaissance officielle par le ministère de l'agriculture ukrainien,,,,. La transition agro-industrielle de l'Ukraine entraîne ensuite de profondes mutations. Une partie importante des chevaux des haras nationaux ukrainiens deviennent la propriété d'éleveurs privés. Le premier volume du stud-book est publié en 2003. Les effectifs de la race sont alors de 949 individus ; ils baissent d'environ deux tiers durant les douze années suivantes. Parmi les raisons de cette baisse des effectifs, la faible demande en viande de cheval et la fin de la production de lait de jument dans plusieurs haras ukrainiens sont évoqués. Le programme d'élevage de la race, basé sur une division en lignées généalogiques, est élaboré en 2014. Cette même année, les effectifs recensés sont de 301 têtes, dont 98 juments poulinières.
La Guerre du Donbass entraîne une nouvelle menace sur la pérennité de la race. Les ventes de chevaux à l'extérieur (Russie et Union européenne) sont devenues impossibles, la majorité des acheteurs étant des travailleurs agricoles ou des cavaliers. En 2020, le prix de vente moyen d'un Novoalexandrovsk est de 15 000 hryvnias.
Le 1er décembre 2021, une conférence est consacrée à la « Race de chevaux de trait Novoalexandrovsk, modes d'élevage et développement ultérieur », en présence d'Anna Ivanivna Pavlovska, responsable du haras no 64 de Novoalexsandrovsk et de SE Élevage de chevaux d'Ukraine.

## Description

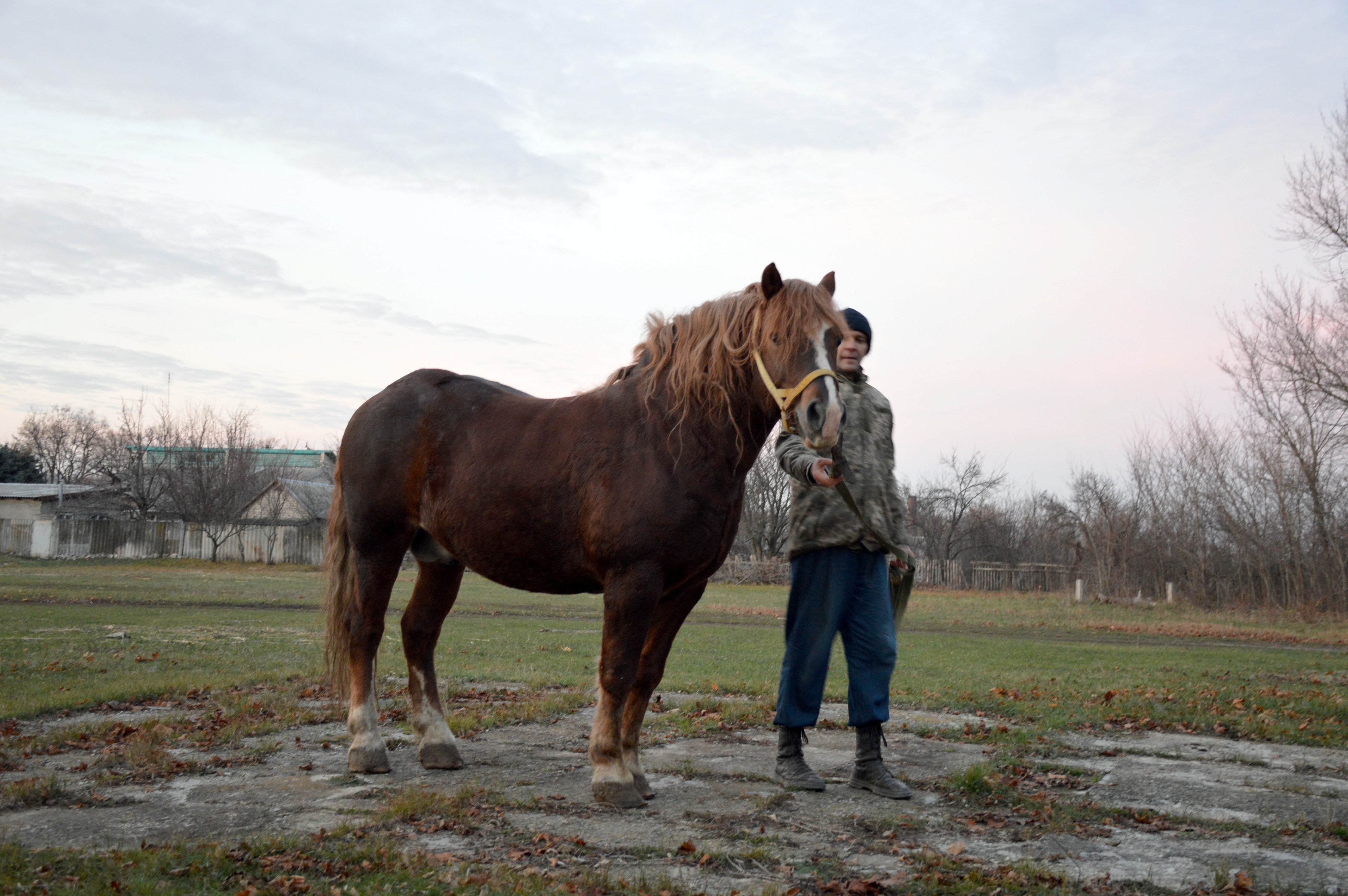
Novoalexandrovsk présenté en main en 2021.

Le guide Delachaux le compare au Trait russe, auquel il ressemble beaucoup, la seule différence étant que le Novoalexandrovsk est élevé en Ukraine.

### Taille et poids
La base de données DAD-IS indique une taille moyenne de 1,50 m chez les juments et 1,55 m chez les mâles, pour un poids moyen respectif de 560 à 590 kg. CAB International fournit les mêmes mesures et poids. Le guide Delachaux indique respectivement 1,51 m et 1,56 m. La taille est assez réduite pour un cheval de trait.

### Morphologie

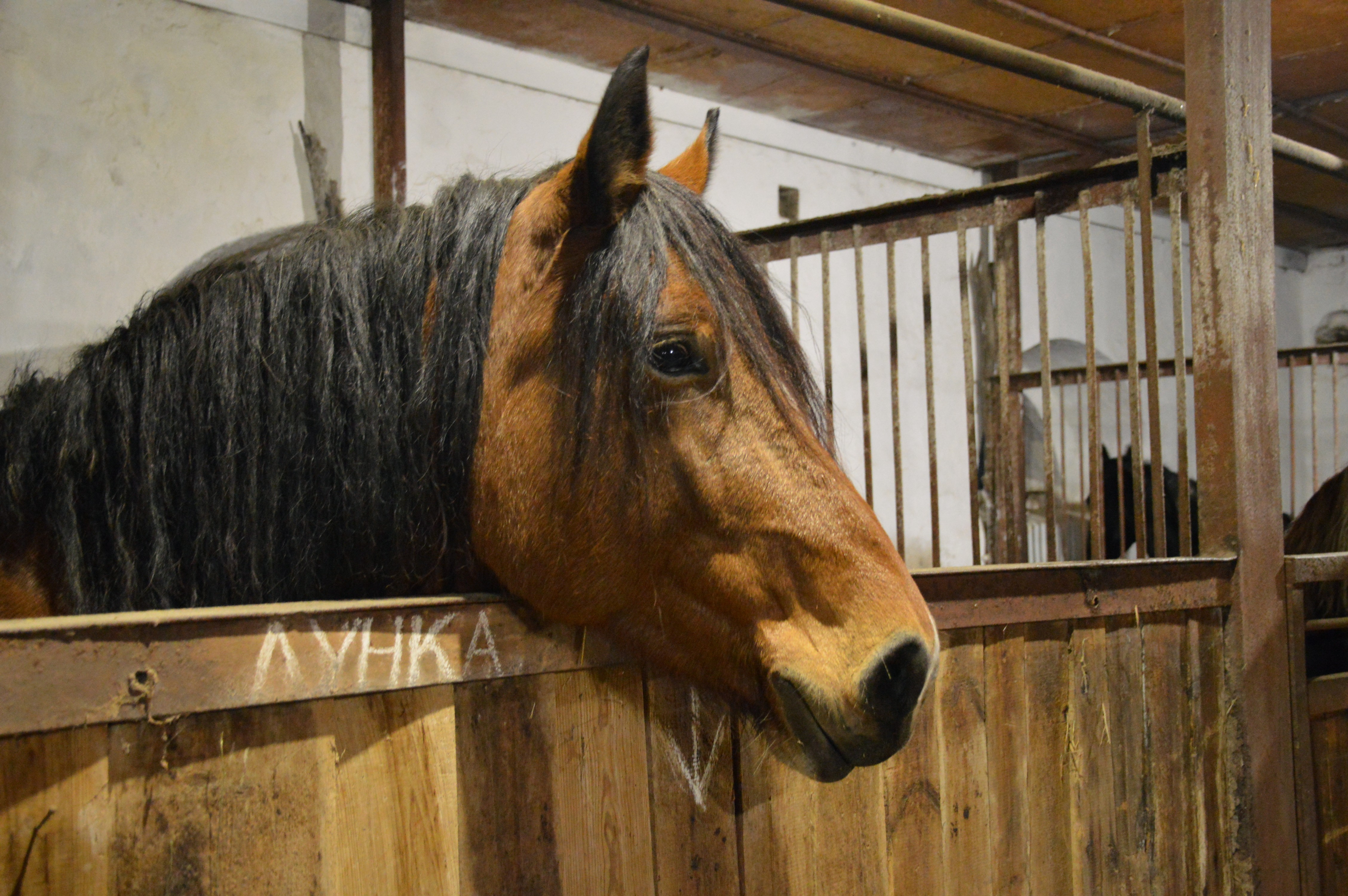
Tête d'un Novoalexandrovsk de robe baie dans son haras d'origine, à Novoalexandrovsk.

C'est un cheval de traction lourde, dont le modèle recherché est harmonieux et massif. Ces animaux sont de type carrossier, sans être trop lourds,. La tête, au front large, est légère et sèche. L'encolure est épaisse, longue et musclée, et large. Le poitrail est large. Le dos et les reins sont droits. La croupe est particulièrement puissante et musclée, avec une forme légèrement en pupitre.
Les crins sont bien fournis et peuvent présenter une ondulation.

### Robe
Toutes les couleurs de robe sombres (bai, alezan et noir) sont représentées. D'après le guide Delachaux, l'alezan aux crins lavés est le plus fréquent.

### Tempérament et entretien
La race est particulièrement résistante aux conditions climatiques extrêmes,. Les juments sont très fertiles, avec un taux de poulinage de 85 à 95 %. De tempérament vigoureux et équilibré, ces chevaux ont une maturité rapide et une longue espérance de vie,, étant capables de travailler jusqu'à l'âge moyen de 21 ans.

### Sélection

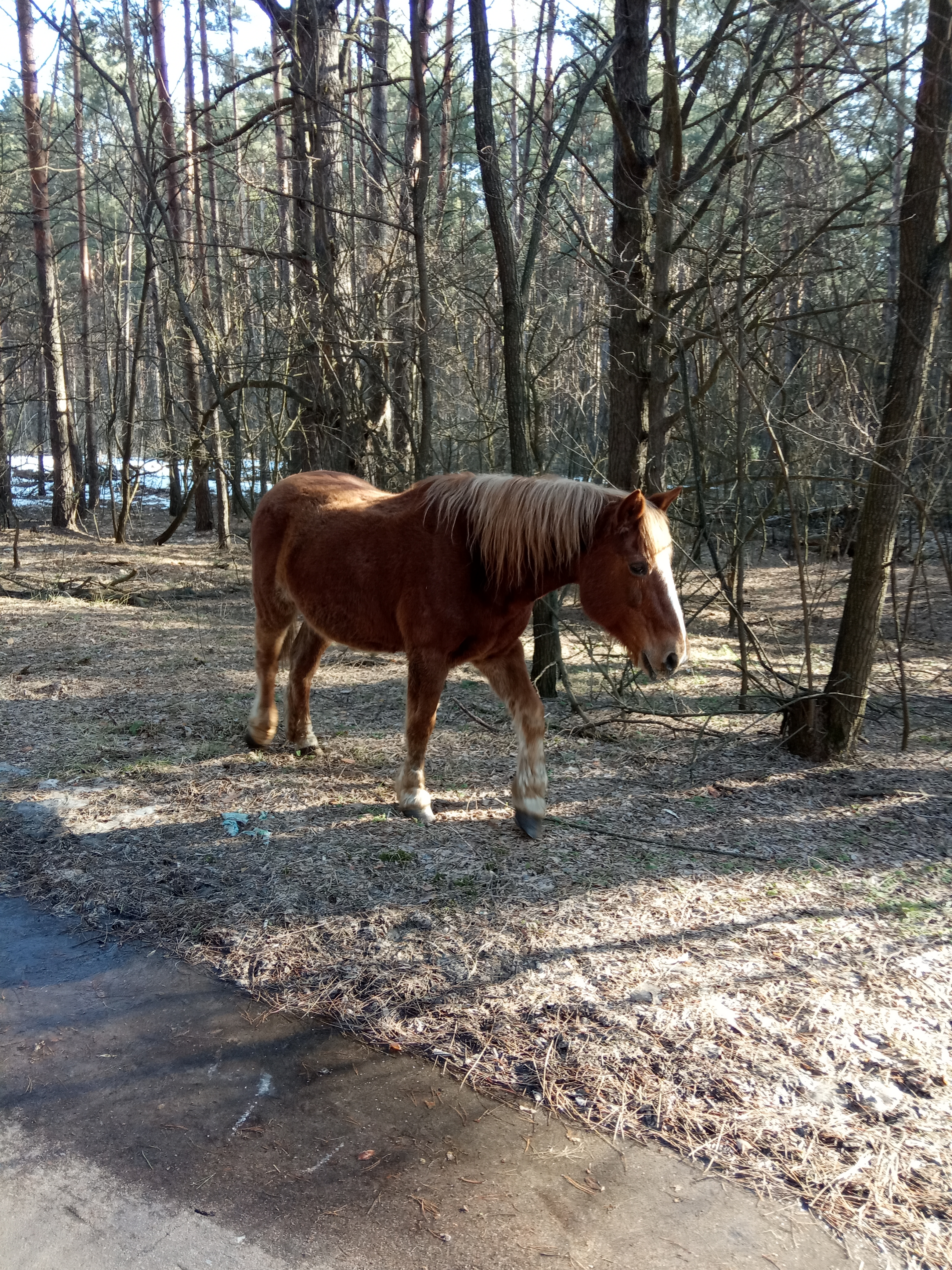
Novoalexandrovsk dans l'oblast de Tchernihiv.

La sélection du Novoalexandrovsk est assurée par la société « Конярство України » (en français : « Élevage de chevaux d'Ukraine »). En raison de ses faibles effectifs, la race est à risque de consanguinité.
Il existe sept lignées mâles chez le Novoalexandrovsk : Кокетливого (Coquet), Стиля, Тантала (Tantalus), Капітена (Capitaine), Газона, Градуса et Подєнщика. Tous ces étalons se sont distingués pour être les ancêtres d'un nombre important de sujets de la race. La lignée mâle la plus populaire parmi la race est celle de Tantalus, qui représente 30,4 % des chevaux du volume I et 32 % des chevaux du volume II du stud-book. La lignée de Coquet est la deuxième par sa diffusion. En 2019, il existe 13 lignées femelles, dont les ancêtres proviennent toutes du haras de Novoalexandrovsk. Parmi ces lignées se trouvent : Lingonika, Naydi, Toga, Tunguska, Kalono, Boronka, Verbova, Zamorka, Lukavo, Zemlyanka, Kralja, Raketi et 
Kovarnoї. Celle de Tunguska est la plus répandue.
Anna Pavlovskaïa, directrice du haras de Novoalexandrovsk, explique lors d'une interview accordée en décembre 2020 que tous les poulains nés dans ce haras sont nommés selon des règles très strictes : la première lettre de leur nom correspond à la première lettre du nom de la mère, et au milieu du nom se trouve la première lettre du nom du père.

## Utilisations

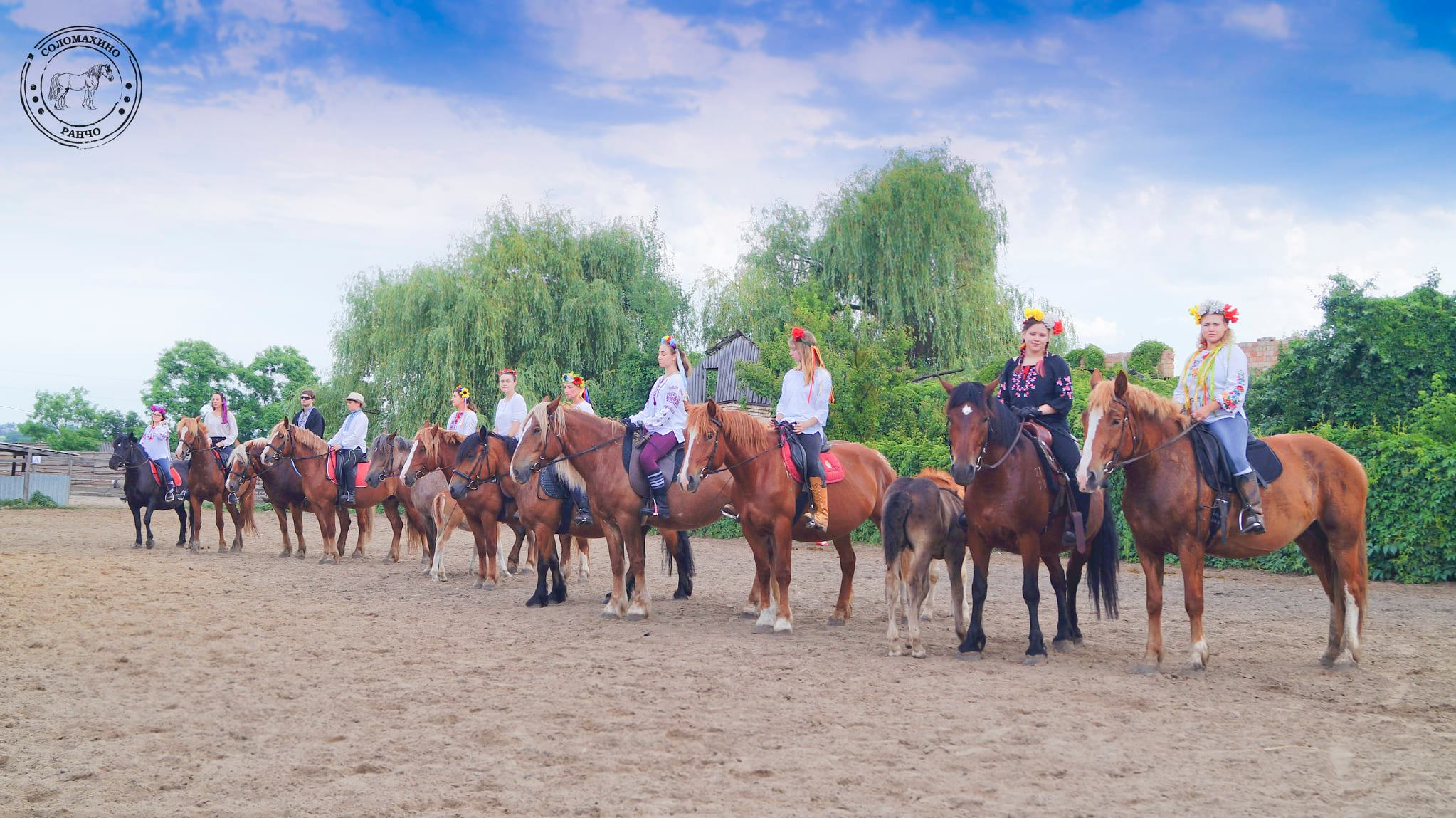
Cavaliers ukrainiens sur des chevaux Novoalexandrovsk lors de l'événement public « Rancho Day » au club équestre « Solomakhino Rancho », 2021.

La race est employée pour la traction et le transport, ainsi qu'en croisement. Ces chevaux sont notamment utilisés pour le débardage du bois en zone accidentée et pour le transport dans les régions montagneuses. Le Novoalexandrovsk entre dans le circuit de production de la viande de cheval, en particulier pour la confection de saucisses. Les juments fournissent du lait. Notamment, le haras no 64 de Novoalexandrovsk a produit du koumis, en ayant son propre atelier de production jusqu'en l'an 2000. D'après I.V. Tkachova (І.В. Ткачова), la boisson koumis est populaire en Ukraine, donnant un intérêt à l'élevage du Novoalexandrovsk. Une jument Novoalexandrovsk donne entre 2 500 et 3 000 kg de lait par lactation.
En raison de la sélection historique de la race, aucune sélection particulière sur la productivité laitière n'a toutefois été réalisée. Une première étude sur la productivité laitière des juments Novoalexandrovsk est donc publiée en 2021, sur la base de données récoltées de 2009 à 2011. Ses résultats montrent que les juments issues des lignées de Tantalus, Capitaine et Coquet sont de meilleures laitières que celles des autres lignées.
Serhiy Pavlovsky, zootechnicien en chef du haras de Novoalexandrovsk en 2020, estime intéressant de développer le secteur du tourisme vert pour sauvegarder la race.

## Diffusion de l'élevage

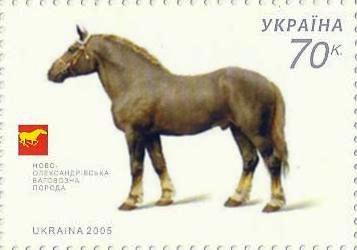
Novoalexandrovsk sur un timbre ukrainien, 2005.

L'étude menée par l'université d'Uppsala, publiée en août 2010 pour la FAO, signale le Novoalexandrovsk comme une race locale européenne, dont le niveau de menace d'extinction était alors inconnu.
D'après le guide Delachaux, la race est surtout présente en Crimée. Cependant, l'encyclopédie de l'Ukraine moderne (2021) signale sa présence dans presque toutes les régions d'Ukraine, ainsi qu'en Russie, en Biélorussie et dans d'autres pays. D'après la société « Élevage de chevaux d'Ukraine », le Novoalexandrovsk est élevé dans les haras de Limarovsk, Novooleksandrivka, Strelets, Dibrov et Pavlovske. D'après Nissen, le haras de Novoalexandrovsk s'est depuis spécialisé dans l'élevage du Pur-sang.
La race est indiquée comme étant en danger d'extinction sur DAD-IS (2018) : le dernier recensement connu, celui de 2015, indique un cheptel de 304 individus, avec tendance à la baisse. En 2017, la répartition du cheptel reproducteur de chevaux montre que 260 reproducteurs Novoalexandrovsk sont présents en Ukraine, représentant 14,1 % du total des reproducteurs chevalins de race présents dans le pays.

## Dans la culture
Un monument à la gloire de l'étalon Coquet a été érigé à l'entrée du village de Novoalexandrovsk en 1975. Trois fois sacré champion de sa race, cet étalon était très apprécié du zootechnicien en chef et du directeur du haras à l'époque.